# Павловички (гмина)
Павловички (пол. Pawłowiczki) — сельская гмина (волость) в Польше, входит как административная единица в Кендзежинско-Козельский повет, Опольское воеводство. Население — 8468 человек (на 2004 год).

## Демография
Данные по переписи 2004 года:
| Перепись                       | Всего   | Всего | Женщины | Женщины | Мужчины | Мужчины |
| ------------------------------ | ------- | ----- | ------- | ------- | ------- | ------- |
| Единицы                        | человек | %     | человек | %       | человек | %       |
| Население                      | 8468    | 100   | 4266    | 50,4    | 4202    | 49,6    |
| Плотность населения (чел./км²) | 55,1    | 55,1  | 27,8    | 27,8    | 27,4    | 27,4    |

## Соседние гмины
1. Гмина Баборув
2. Гмина Глогувек
3. Гмина Глубчице
4. Гмина Польска-Церекев
5. Гмина Реньска-Весь